# Alscheid

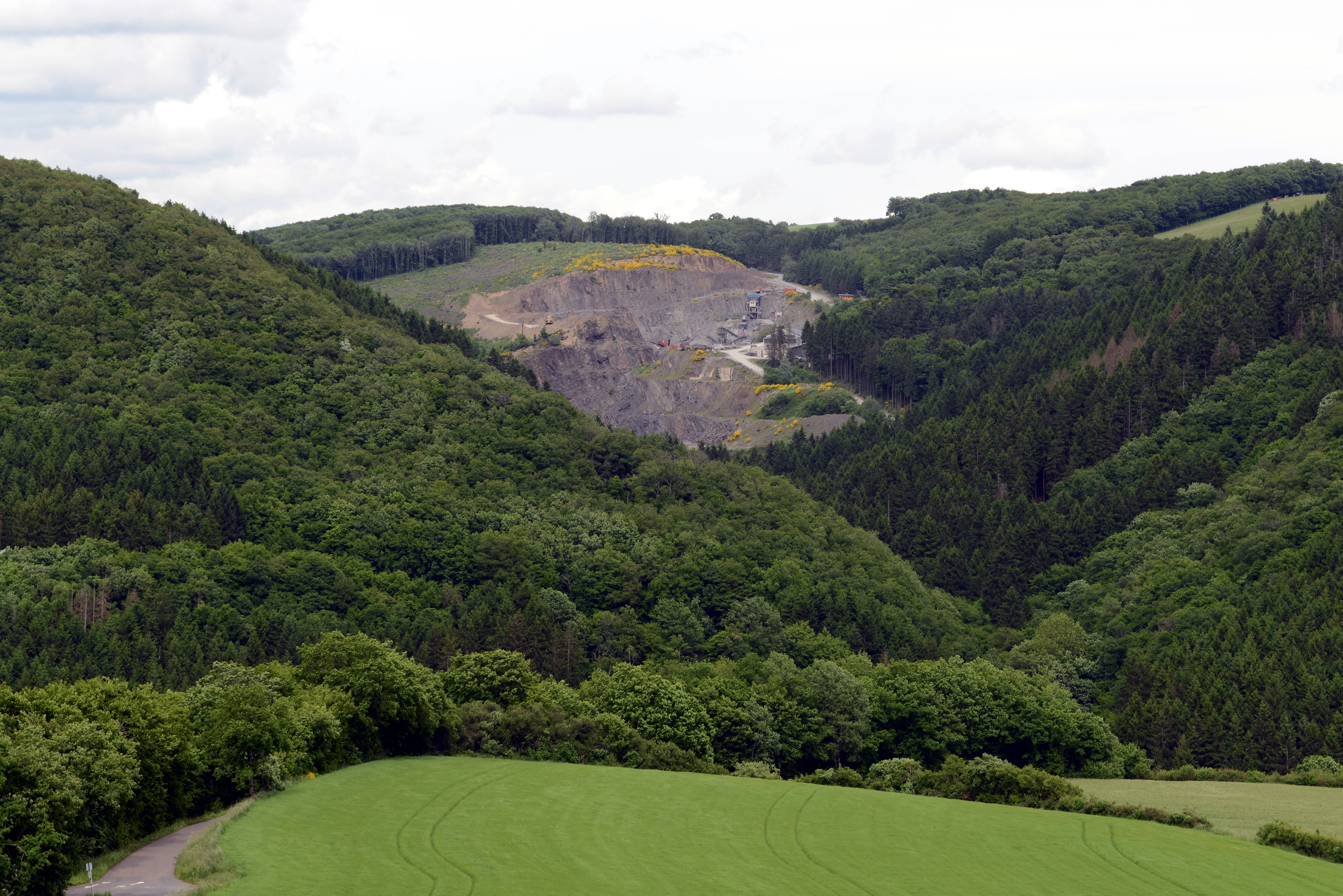
Carrières Rinnen Konstem

Alscheid Em luxemburguês: Alschent é uma aldeia luxemburguesa no município de Kiischpelt, no norte de Luxemburgo localizado no distrito de Diekirch